# دان غلادن
دان غلادن (بالإنجليزية: Dan Gladden)‏ هو لاعب كرة قاعدة أمريكي، ولد في 7 يوليو 1957 في سان خوسيه في الولايات المتحدة.

## وصلات خارجية
- دان غلادن على موقع الدوري الياباني لكرة القاعدة (الإنجليزية)
- دان غلادن على موقعبيزبول رفرنس.كوم (الدوري الرئيسي) (الإنجليزية)
- دان غلادن على موقعبيزبول رفرنس.كوم (الدوري الثانوي) (الإنجليزية)
- دان غلادن على موقع مشجعي الرسوم البيانية (الإنجليزية)